# Unidade Local de Saúde do Alto Minho
A Unidade Local de Saúde do Alto Minho (ULSAM) é uma unidade local de saúde do Serviço Nacional de Saúde situada na região do Alto Minho. Presta cuidados de saúde primários, hospitalares e continuados nos municípios de Viana do Castelo, Ponte de Lima, Ponte da Barca, Arcos de Valdevez, Paredes de Coura, Caminha, Vila Nova de Cerveira, Valença, Monção, Melgaço. É constituída pelo Hospital de Santa Luzia, em Viana do Castelo, pelo Hospital Conde de Bertiandos, em Ponte de Lima e por 17 Unidades de Saúde Familiar, 7 Unidades de Cuidados de Saúde Personalizados e 12 Unidades de Cuidados na Comunidade.